# Ralph van Raat
Ralph van Raat (Naarden, 1978) is een Nederlandse pianist en musicoloog.

## Levensloop
Van Raat studeerde aan het Sweelinck Conservatorium bij Ton Hartsuiker en Willem Brons. Daarnaast studeerde hij ook muziekwetenschap aan de Universiteit van Amsterdam. Hij vervolgde zijn pianostudie in het buitenland, onder andere bij Claude Helffer in Parijs en bij Ursula Oppens in de Verenigde Staten. Hij heeft verschillende prijzen en concoursen voor moderne muziek gewonnen. Ook publiceerde hij muziekwetenschappelijke artikelen. 
Samen met pianist Maarten van Veen heeft hij werken voor twee piano's op cd gezet, zoals het Hallelujah Junction van John Adams en eerder het Concerto en ré mineur pour deux pianos et orchestre van Francis Poulenc.
Van Raat doceert hedendaagse pianomuziek aan het Utrechts Conservatorium en het Conservatorium van Amsterdam. Sinds 2003 is hij Steinway Artist.

## Prijzen
- 1995 - Prinses Christina Concours (tweede prijs en de Donemus-Prijs)
- 1999 - Internationaal Gaudeamus Vertolkers Concours (eerste prijs)
- 2003 - Philip Morris Kunstprijs
- 2005 - Elisabeth Evertsprijs
- 2005 - VSCD Klassieke Muziekprijs
- 2005 - Borletti-Buitoni Fellowship
- 2006 - Fortis MeesPierson Award van het Concertgebouw
- 2019 - De Ovatie[1]

## Discografie
- 2001 - Bart Spaan - Silencios (pianosolo en tape)
- 2002/3 - Eric Lotichius - Chamber Music en Chamber Music II (met onder anderen Ralph van Raat)
- 2003 - Rudolf Escher - Complete Music for Flute (met Marieke Schneemann, fluit)
- 2004 - Theo Loevendie, Guus Jansen, Louis Andriessen e.a. - Fingerprints (pianosolo)
- 2005 - Louis Andriessen - Base (m.m.v. Louis Andriessen, piano)
- 2006 - Robin de Raaff - Orchestral Works (met het Koninklijk Concertgebouworkest en het Radio Kamer Orkest)
- 2007 - John Adams - Complete Piano Music (m.m.v. Maarten van Veen, piano)
- 2008 - Frederic Rzewski - The People United Will Never Be Defeated! en Winnsboro Cotton Mill Blues
- 2008 - Sir John Tavener - Complete Works for Piano Solo
- 2010 - Hans Otte - Das Buch der Klänge
- 2014 - Tauno Marttinen - Pianoconcert nr. 1 op. 23, MV 65 Turku Symphony Orchestra, Ari Rasilainen
- 2015 - Joep Franssens - Piano Works: The Gift of Song, Winter Child